# Eschweilera truncata
Eschweilera truncata är en tvåhjärtbladig växtart som beskrevs av Albert Charles Smith. Eschweilera truncata ingår i släktet Eschweilera och familjen Lecythidaceae. Inga underarter finns listade i Catalogue of Life.